# Ruth Dreifuss

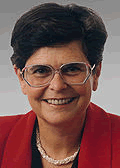
Ruth Dreifuss, 2002

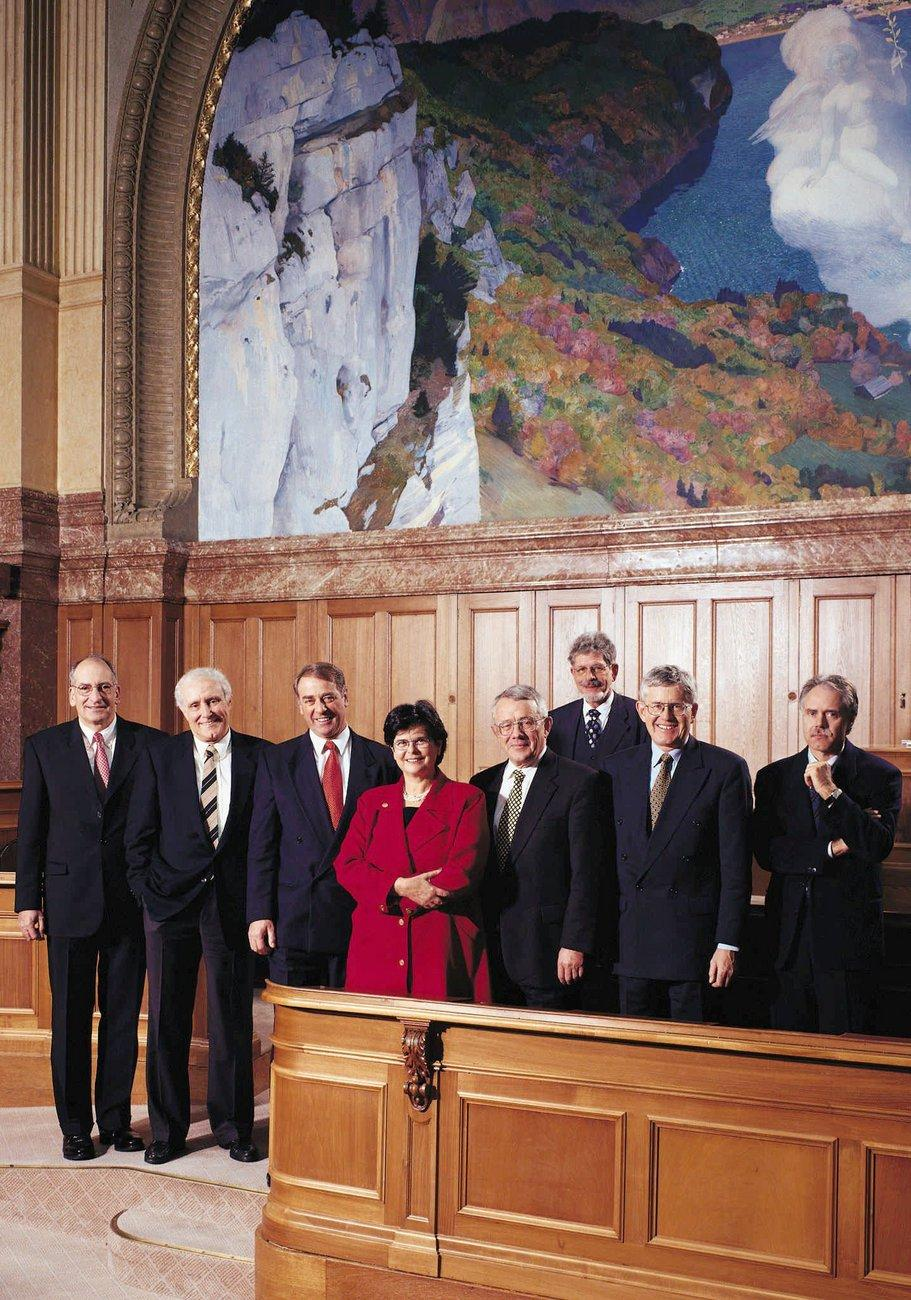
Ruth Dreifuss, Bundespräsidentin 1999, mit ihren Kollegen

Ruth Dreifuss (* 9. Januar 1940 in St. Gallen; heimatberechtigt in Endingen) ist eine Schweizer Politikerin (SP) und Alt-Bundesrätin. Sie wurde 1993 in den Bundesrat gewählt und war 1999 erste Bundespräsidentin der Schweiz.

## Leben

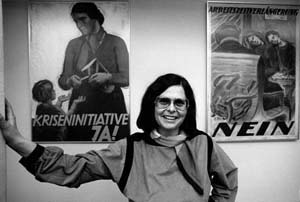
Ruth Dreifuss fotografiert von Erling Mandelmann (1988)

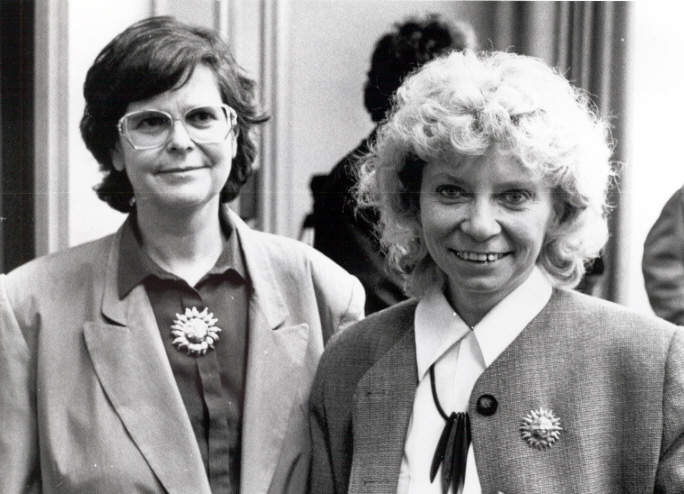
Ruth Dreifuss und Christiane Brunner kurz vor der Wahl von Ruth Dreifuss in den Bundesrat

Ruth Dreifuss kam als zweites Kind des Ehepaares Sidney Dreifuss (1899–1956) und Jeanne Bicard (1905–1962) nach ihrem Bruder Jean-Jacques (* 1936) zur Welt. Die Eltern hatten sich in St. Gallen auf einem Ball der jüdischen Gemeinde kennengelernt. Ihr Vater war ursprünglich in der Textilbranche tätig,:S. 88 später arbeitete er im Kriegsernährungsamt, weswegen die Familie den Wohnsitz 1942 nach Bern verlegte. Mit Kriegsende wurde Sidney Dreifuss’ Anstellung beim Bund überflüssig, und im September 1945 stieg er in eine neue Branche ein: Er gründete ein Unternehmen für Import und Export von Früchten.:S. 112 Die Familie zog nach Genf um, dort ging Ruth Dreifuss ab 1945 in den Kindergarten, bis sie 1947 in der École de Sécheron eingeschult wurde. Anschliessend besuchte sie die erste Mädchensekundarklasse an der Rue Neckar, darauf schloss sie eine Handelsschule ab. Ihr Plan war es, eine Ausbildung zur Sozialarbeiterin zu absolvieren. Da sie mit 18 Jahren noch zu jung dafür war – die Genfer École d’études sociales verlangte ein Minimalalter von 19 Jahren –, beschloss sie, ein Jahr lang arbeiten zu gehen. Am 29. August 1958 nahm sie eine Tätigkeit als Hotelrezeptionistin im Kurhaus Cademario im Tessin auf.:S. 179 Im Frühjahr 1959 kehrte sie nach Genf zurück und schrieb sich an der Sozialarbeiterschule ein. Daneben hörte sie an der Universität Genf Vorlesungen in den Fächern Psychiatrie und Philosophie, unter anderem bei Jeanne Hersch. Von 1961 bis 1964 war Ruth Dreifuss bei der Coop-Zeitung Coopération journalistisch tätig. 1967 legte sie nach dem Besuch eines Abendgymnasiums die Maturitätsprüfung ab.:S. 261
Anschliessend studierte Ruth Dreifuss Wirtschaftswissenschaften in Genf und schloss 1970 mit dem Lizenziat ab. Von 1972 bis 1981 arbeitete sie als wissenschaftliche Adjunktin für die Direktion für Entwicklungszusammenarbeit und humanitäre Hilfe (DEH, heute: Direktion für Entwicklung und Zusammenarbeit, DEZA). 1981 wurde sie zur Zentralsekretärin des Schweizerischen Gewerkschaftsbunds gewählt, wo sie bis zu ihrer Wahl in den Bundesrat wirkte.
1964 oder 1965 trat Dreifuss in die Sozialdemokratische Partei (SP) ein. Von 1989 bis zu ihrer Wahl in den Bundesrat war sie Mitglied der Legislative der Stadt Bern, des Stadtrats. 1991 kandidierte sie für die Berner SP erfolglos für den Nationalrat.
Sie engagierte sich von 2016 bis 2020 als Präsidentin bei der Global Commission on Drug Policy (Weltkommission für Drogenpolitik). Dafür wurde sie 2019 mit dem Stockholm Prize in Criminology ausgezeichnet.

## Arbeit als Bundesrätin

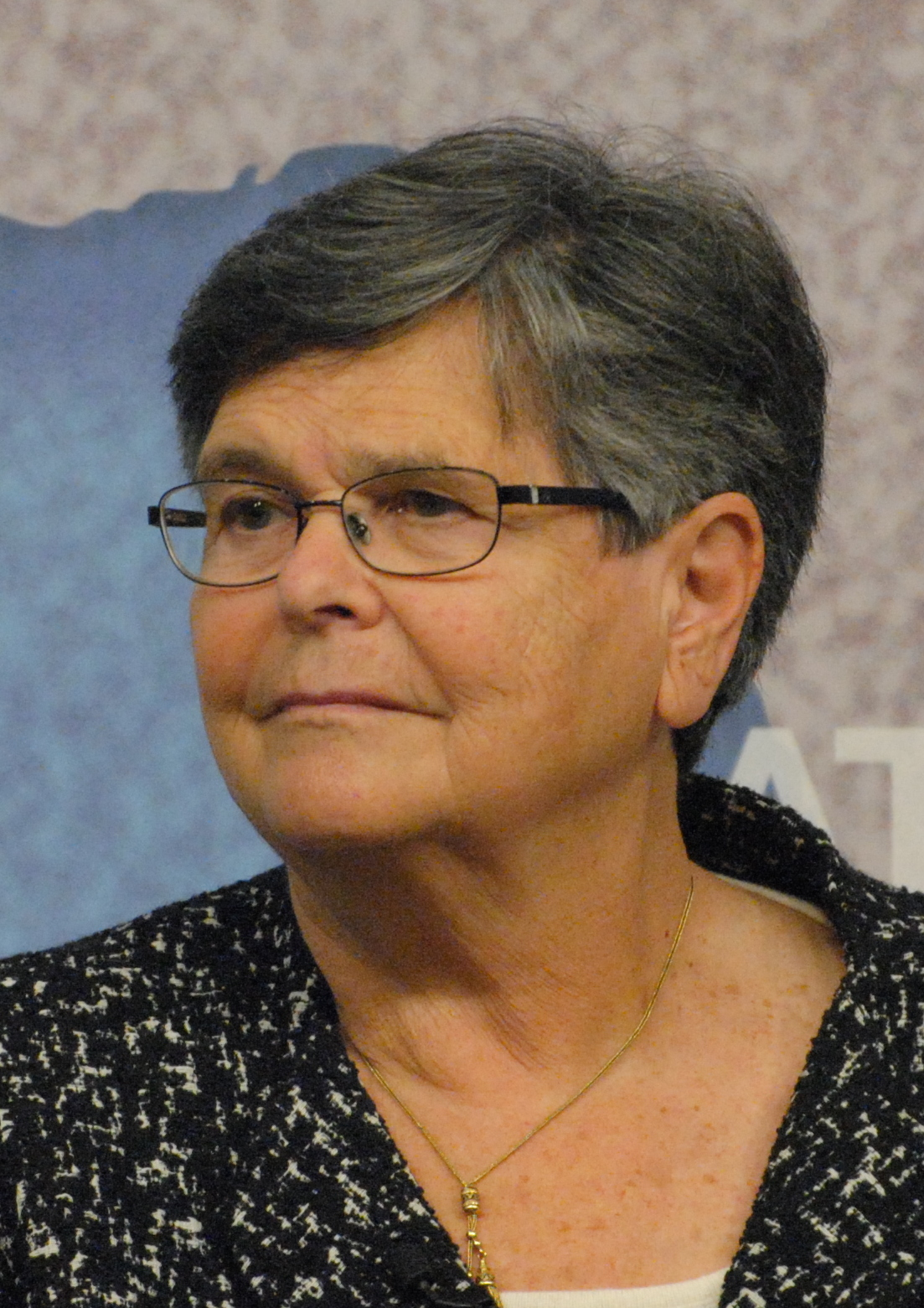
Ruth Dreifuss (2014)

Dreifuss wurde am 10. März 1993 als Nachfolgerin von René Felber (SP) in den Bundesrat gewählt. Ihrer Wahl gingen die Nichtwahl der offiziellen Kandidatin Christiane Brunner und ein heftiger Frauenprotest gegen die Wahl von Francis Matthey voraus, der zu seinem Verzicht auf das Amt führte (siehe dazu auch Brunner-Effekt). Die Wahl von Dreifuss bedingte die Verlegung ihres gesetzlichen Wohnorts von Bern nach Genf, da die Bundesverfassung der Schweizerischen Eidgenossenschaft damals noch die sogenannte Kantonsklausel enthielt, die zwei Bundesräte aus einem Kanton nicht zuliess. Am 16. März 1993 nahm die frisch gewählte Bundesrätin an der Anti-Tropenholz-Demonstration von Bruno Manser auf dem Bundesplatz teil, wo sie mit ihm zusammen einige Zeilen eines Pullovers strickte.
Dreifuss wurde Vorsteherin des Eidgenössischen Departement des Innern (EDI). Sie trug massgeblich zur Erarbeitung und Umsetzung des KVG bei, das per 1. Januar 1996 in Kraft gesetzt werden konnte. Ebenso brachte sie bei der 10. AHV-Revision mit der Durchsetzung des Ehegattensplittings und der Erziehungsgutschriften die Gleichberechtigung der Frauen voran. Sie setzte sich auch für einen bezahlten Mutterschaftsurlaub ein, das Volk nahm ihn zwei Jahre nach ihrem Rücktritt an. Am 9. Dezember 1998 wurde sie zur Bundespräsidentin der Schweiz im Jahr 1999 gewählt. Am 31. Dezember 2002 trat Dreifuss zurück. Als ihre Nachfolgerin wurde Micheline Calmy-Rey gewählt.
Ruth Dreifuss war nach Elisabeth Kopp die zweite Frau und die erste Person mit jüdischem Hintergrund, die in den Bundesrat gewählt wurde.:S. 11 Sie war zudem die erste Frau, die das Amt der Bundespräsidentin innehatte, und das zweite Bundesratsmitglied der SP, das dem EDI vorstand, nach Bundesrat Hans-Peter Tschudi.

## Auszeichnungen
Die Universität Haifa verlieh Ruth Dreifuss 1999 den Titel einer Ehrendoktorin. Die Hebräische Universität Jerusalem folgte ein Jahr später, die Universität Freiburg 2006, die Universität Neuenburg und die Universität Bern 2022.

## Dokumentation
- Die 7 Bundesrätinnen. In: SRF 1, DOK vom 29. November 2018 (50 min) (Videoausschnitte).